# Damián Lemos
Damián Lemos (Buenos Aires, Argentina; 31 de enero de 1989) es un futbolista argentino. Juega como mediocampista en Agropecuario de la Primera B Nacional.

## Trayectoria

### Inicios en Nueva Chicago
Lemos debutó en el 2008 con la camiseta del Club Atlético Nueva Chicago siendo un típico mediocampista central con muy poco manejo del balón. Poco a poco fue adquiriendo esta habilidad y con la experiencia se convirtió en un jugador completo. Se ganó el cariño de la gente a pesar de que duró muy poco en el club por la categoría en la que jugaba Chicago, la tercera división del fútbol argentino.

### Deportivo Merlo
El centrocampista firmó la renovación del contrato con el club de Mataderos y luego fue cedido a préstamo al Club Social y Deportivo Merlo, de la Primera B Nacional. Tras cuatro meses de tensión entre la Comisión Directiva y el jugador, el futbolista rubricó su vínculo por dos años con el "Torito". Dentro del contrato se incluyó una cláusula que en junio de 2011 Deportivo Merlo tenía la posibilidad de adquirir el 80% de los derechos económicos en U$S 150.000. Si en club del "Gran Buenos Aires" no aceptaba dicha cláusula, Lemos tendría contrato hasta julio de 2012 con Chicago.
Fue cedido a préstamo por un año en la temporada 2010-11. Debutó el 7 de agosto de 2010 en un partido contra Unión el cual terminó ganando el conjunto santafesino por 2 a 0.
En el "Charro" Lemos no sólo jugó de mediocampista, sino también de volante por la derecha en algunas ocasiones. Damián Lemos jugó varios partidos, siendo titular en la mayoría de ellos, pero no brilló como en Chicago. No convirtió goles en los 31 encuentros disputados.

### Vuelta a Nueva Chicago
En su segundo paso, Lemos llegó y comenzó siendo suplente ya que la dupla central era Roberto Bochi junto a Julio Cesar Serrano. Sin embargo ingresó en las primeras fechas a la alineación titular jugando como volante por la derecha. El equipo no tuvo buenos rendimientos por lo que el director técnico debió realizar cambios. Pero el que debió salir fue Bochi. A partir de allí Lemos empezó a formarse como uno de los mejores jugadores de ese plantel e incluso de todo el torneo. Fue clave para el ascenso a la Primera B Nacional siendo uno de los máximos referentes y titular inamovible del equipo. Incluso pudo convertir su primer gol en Primera. Estuvo a la altura de los máximos ídolos de Chicago en esa temporada como el propio Serrano, Leandro Testa y Christian Gómez. Luego del ascenso, Daniel Monllor y Lemos fueron invitados al programa Fútbol Para Todos de Fox Sports para una entrevista que recuerde lo ocurrido.
Para la 2012-13, muchos equipos (incluso San Lorenzo de Almagro y Tigre) quisieron ficharlo pero el "Torito" pudo retenerlo. Así Damián Lemos empezó el campeonato siendo de los mejores rendimientos del equipo alcanzando la titularidad en la mayoría excepto dos fechas en las que tuvo un fuerte estado febril que le impidió jugar. En la fecha 21 sufrió un desgarro en el isquitiobial de la pierna derecha que le impidió jugar varios encuentros. Cuando estaba finalizando su recuperación, al jugador se le hinchó llamativamente la rodilla por lo que tuvo que ser intervenido quirúrgicamente. La recuperación le tomaría alrededor de 40 días más luego de la operación. 

### Ferro
Para el siguiente mercado de pases, muchos equipos del fútbol argentino, entre ellos Unión de Santa Fe, Patronato y Los Andes se fijaron en él, pero ninguna de esas negociaciones llegó a buen puerto. Finalmente terminó renovando su contrato hasta 2015 con Nueva Chicago, pero fue cedido a préstamo a Ferro Carril Oeste por un año para jugar en la segunda categoría del fútbol nacional. En su primer semestre en Ferro disputó 17 partidos, siendo de los jugadores más queridos del plantel y con más continuidad. En la segunda rueda jugó 14 partidos redondeando una buena temporada, que generó el interés de varios clubes de la categoría por el jugador. Luego debería volver a Chicago.

### Tercera etapa en Chicago
Nueva Chicago había ascendido a la Primera B Nacional y Ferro debía decidir si hacer o no uso de la opción de compra. Finalmente, terminó volviendo al club que lo vio nacer debido a que el entrenador Omar Labruna lo tendría en sus planes. Clubes como Huracán, entre otros quisieron ficharlo, aunque terminó quedándose en la institución. 
Comenzó el Campeonato de Transición en el banco de suplentes, aunque se ganó rápidamente la titularidad. Disputó 18 partidos, no convirtió goles y fue expulsado los partidos frente a Boca Unidos e Instituto. Fue una pieza fundamental para el ascenso de su equipo a la Primera División de Argentina.
A principios de 2015 recibió ofertas de clubes de Estados Unidos y de Argentina para emigrar de Nueva Chicago. Cuando parecía que estaba todo acordado para ser fichado por Huracán su pase se cayó y debió quedarse en la institución. Luego de que su equipo descendiera a la Primera B Nacional y que finalizara su contrato, decidió emigrar a otro club de la Primera División de Argentina.

### Patronato de Paraná
A principio de 2016, selló su incorporación al Club Atlético Patronato de la Juventud Católica que había ascendido a la Primera División de Argentina y era conducido técnicamente por Ruben Forestello, quien lo había dirigido en Nueva Chicago. Disputó 10 partidos en su primer semestre, teniendo la continuidad que deseaba.

## Estadísticas
Actualizado al 28 de octubre de 2024
| Nueva Chicago Argentina | 3.ª                 | 2008-09             | 28  | 0 | —  | — | — | — | 28  | 0 |
| Nueva Chicago Argentina | 3.ª                 | 2009-10             | 28  | 0 | —  | — | — | — | 28  | 0 |
| Nueva Chicago Argentina | Total               | Total               | 56  | 0 | —  | — | — | — | 56  | 0 |
| Deportivo Merlo Argentina | 2.ª                 | 2010-11             | 31  | 0 | —  | — | — | — | 31  | 0 |
| Deportivo Merlo Argentina | Total               | Total               | 31  | 0 | —  | — | — | — | 31  | 0 |
| Nueva Chicago Argentina | 3.ª                 | 2011-12             | 40  | 1 | 1  | 0 | — | — | 41  | 1 |
| Nueva Chicago Argentina | 2.ª                 | 2012-13             | 19  | 0 | 1  | 0 | — | — | 20  | 0 |
| Nueva Chicago Argentina | Total               | Total               | 59  | 1 | 2  | 0 | — | — | 61  | 1 |
| Ferro Carril Oeste Argentina | 2.ª                 | 2013-14             | 31  | 0 | 1  | 0 | — | — | 32  | 0 |
| Ferro Carril Oeste Argentina | Total               | Total               | 31  | 0 | 1  | 0 | — | — | 32  | 0 |
| Nueva Chicago Argentina | 2.ª                 | 2014                | 19  | 0 | —  | — | — | — | 19  | 0 |
| Nueva Chicago Argentina | 1.ª                 | 2015                | 27  | 0 | 2  | 0 | — | — | 29  | 0 |
| Nueva Chicago Argentina | Total               | Total               | 46  | 0 | 2  | 0 | — | — | 48  | 0 |
| Patronato Argentina | 1.ª                 | 2016                | 12  | 0 | 2  | 0 | — | — | 14  | 0 |
| Patronato Argentina | 1.ª                 | 2016-17             | 24  | 0 | 1  | 0 | — | — | 25  | 0 |
| Patronato Argentina | 1.ª                 | 2017-18             | 20  | 0 | 1  | 0 | — | — | 21  | 0 |
| Patronato Argentina | 1.ª                 | 2018-19             | 20  | 0 | 2  | 0 | — | — | 22  | 0 |
| Patronato Argentina | 1.ª                 | 2019-20             | 15  | 0 | 1  | 0 | — | — | 18  | 0 |
| Patronato Argentina | 1.ª                 | 2020                | 0   | 0 | 8  | 0 | — | — | 8   | 0 |
| Patronato Argentina | 1.ª                 | 2021                | 5   | 0 | 6  | 0 | — | — | 11  | 0 |
| Patronato Argentina | Total               | Total               | 94  | 0 | 21 | 0 | 0 | 0 | 115 | 0 |
| San Martín (SJ) Argentina | 2.ª                 | 2022                | 26  | 0 | 0  | 0 | — | — | 26  | 0 |
| San Martín (SJ) Argentina | Total               | Total               | 26  | 0 | 0  | 0 | 0 | 0 | 26  | 0 |
| Agropecuario Argentina | 2.ª                 | 2023                | 37  | 1 | 0  | 0 | — | — | 39  | 1 |
| Agropecuario Argentina | 2.ª                 | 2024                | 14  | 0 | 0  | 0 | — | — | 14  | 0 |
| Agropecuario Argentina | Total               | Total               | 53  | 1 | 0  | 0 | 0 | 0 | 53  | 1 |
| Total en su carrera | Total en su carrera | Total en su carrera | 396 | 2 | 26 | 0 | 0 | 0 | 422 | 2 |
| (1) La copa nacional se refiere a la Copa Argentina y Supercopa Argentina . (2) La copa internacional se refiere a la Copa Sudamericana, Recopa Sudamericana, Copa Libertadores y Copa Suruga Bank. |                     |                     |     |   |    |   |   |   |     |   |

## Palmarés
| Campeonato                 | Club          | País      | Año     |
| -------------------------- | ------------- | --------- | ------- |
| Ascenso a B Nacional       | Nueva Chicago | Argentina | 2011-12 |
| Ascenso a Primera División | Nueva Chicago | Argentina | 2014    |